# Cryptopapillaria helictophylla
Cryptopapillaria helictophylla är en bladmossart som beskrevs av Paul Julius Menzel 1992. Cryptopapillaria helictophylla ingår i släktet Cryptopapillaria och familjen Meteoriaceae. Inga underarter finns listade i Catalogue of Life.